# Stanley Moss
Stanley Moss (Woodhaven, Nueva York, 21 de junio de 1925-New City, 5 de julio de 2024) fue un escritor, poeta y comerciante de arte estadounidense.

## Biografía
Moss nació en Woodhaven, Nueva York, el 21 de junio de 1925. Asistió al Colegio Trinity y a la Universidad de Yale. Su primer libro de poemas, The Wrong Angel (El ángel equivocado), fue publicado en 1966. Es autor de otros cinco libros de poemas: The Skull of Adam (La calavera de Adán, 1979), The Intelligence of Clouds (La inteligencia de las nubes, 1989), Asleep in the Garden (Dormido en el jardín, 1997), A History of Color (Una historia de color, 2003), New & Selected Poems 2006 y God Breaketh Not All Men's Hearts Alike: New & Later Collected Poems (2011).
En 1977 Moss fundó la editorial Sheep Meadow Press, una compañía sin ánimo de lucro que se encargaba de publicar libros relacionados con la poesía, enfocada especialmente en traducciones de obras internacionales. Sheep Meadow Press publicó obras de Yehuda Amichai, Peter Cole y otros renombrados poetas.
Moss también se ha desempeñado como comerciante de arte, especialmente de obras de maestros españoles e italianos.